# Niké (keresztnév)
A Niké görög eredetű női név (görögül Νίκη), a győzelem istennőjének a neve, a jelentése is győzelem.

## Gyakorisága
Az 1990-es években szórványos név, a 2000-es években nem szerepel a 100 leggyakoribb női név között.

## Névnapok
- április 25.[2]
- december 23.[2]